# Encyclopédie de la Vie
Pour les articles homonymes, voir EOL.
 (juin 2019).
L’Encyclopédie de la vie (en anglais Encyclopedia of Life : EOL) est un projet de bio-encyclopédie collaborative en ligne, inspirée du système de Wikipédia, mais rédigée principalement par des experts,.
L’Encyclopédie contiendra à terme un article consacré à chaque espèce connue, illustré de vidéos, de sons, d'images, de graphismes et de textes fournis par des experts. Elle était dotée d'un budget initial de 50 millions US$, fourni par cinq institutions de recherche sous l'égide de la MacArthur Foundation.
Le site internet de l’Encyclopédie contient des informations sur le projet, une FAQ, un portail de donnée ouverte ainsi que plusieurs échantillons d'articles. Il était prévu qu'un nombre élevé d'articles seraient accessibles en ligne vers le milieu de l'année 2008.
Ce projet est soutenu par des experts du consortium Biodiversity Heritage Library, du musée Field, de l'université Harvard, de la MacArthur Foundation, du Laboratoire de biologie marine, du jardin botanique du Missouri, de la Sloan Foundation et de la Smithsonian Institution,,.